# マカティ中心業務地区
マカティ中心業務地区 (マカティちゅうしんぎょうむちく、英語: Makati Central Business District、通称: Makati CBD）は、フィリピン・マニラ首都圏のマカティ中心部に位置する中心業務地区である。行政上はマカティ西地区の「セントラル・クラスター」として知られている。マカティ市内の北東部に位置する、マカティ市民の中心地のマカティ・ポブラシオンとは異なる。一般的にエドゥサ通り、ギル・プヤート通り、アーナイズ通り、チノ・ローセズ通りに囲まれた地域を指す。バランガイは、サンアントニオ、サンロレンソ、ベルエア、ウルダネタの4つに跨る。

## 概要
フィリピンを代表する金融・ビジネス街であり、マニラ首都圏の超高層ビルの多くがこの地域にある。東南アジアでも有数の活気ある商業地区とされており、アヤラ・センターなど多くの大規模ショッピングモールがある。

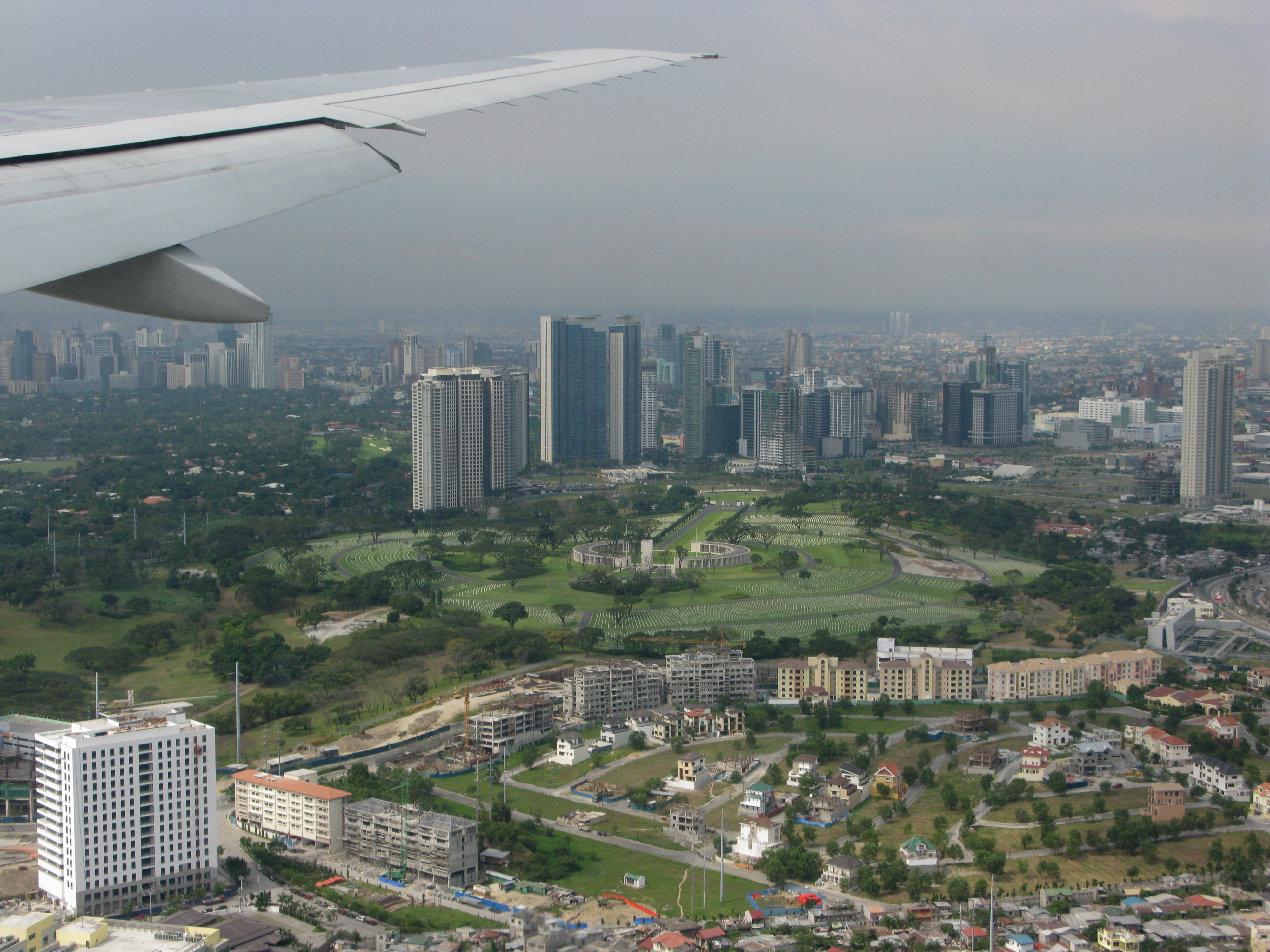
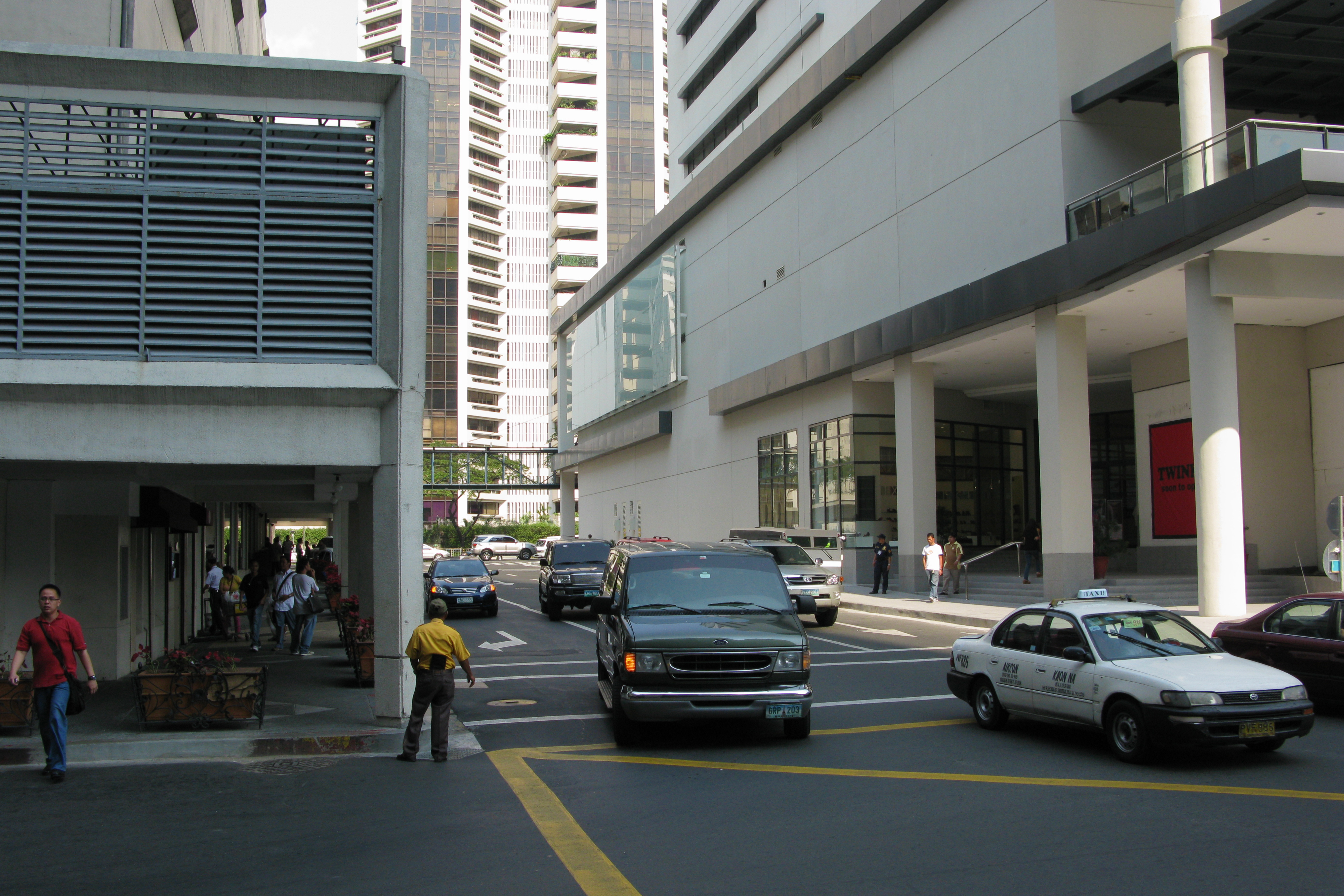
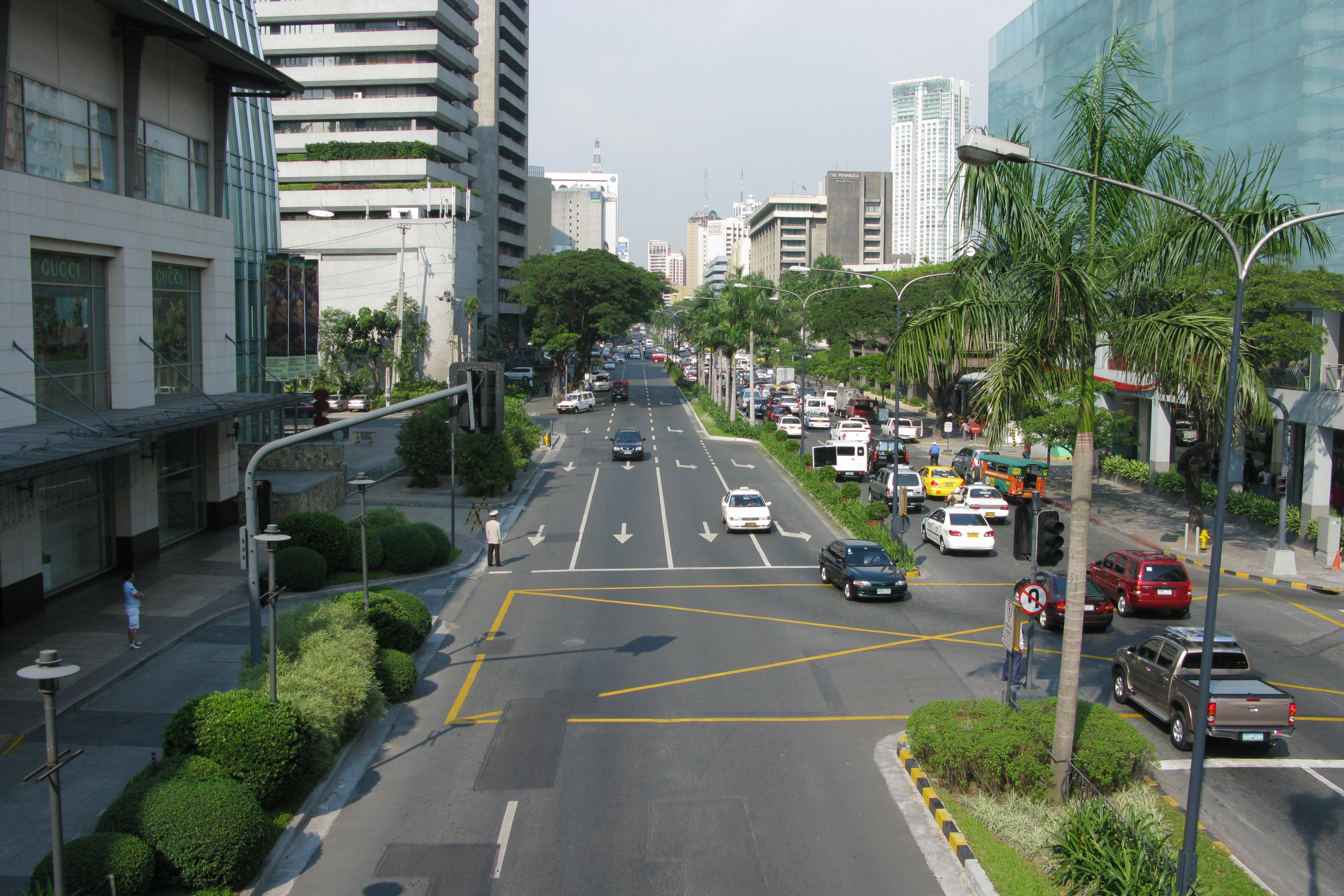

金融街はマカティ商業団地協会（MaCEA）とアヤラ・プロパティ・マネジメント・コーポレーション（APMC）の二社によって管理されている。